# Mario Ceccobelli
Mario Ceccobelli (ur. 14 sierpnia 1941 w Marsciano) – włoski duchowny katolicki, biskup Gubbio w latach 2005-2017.

## Życiorys
Święcenia kapłańskie otrzymał 3 września 1966 i został inkardynowany do archidiecezji Perugia. Po dwuletnim stażu wikariuszowskim został mianowany arcybiskupim sekretarzem. W 1982 otrzymał nominację na proboszcza w Ponte Felcino. Od 1996 wikariusz generalny archidiecezji.
23 grudnia 2004 papież Jan Paweł II mianował go ordynariuszem diecezji Gubbio. Sakry biskupiej udzielił mu 29 stycznia 2005 arcybiskup Giuseppe Chiaretti.
29 września 2017 przeszedł na emeryturę.